# Fisolo
Fisolo [fìzolo] ali Forte di Sotto [fòrte di sòto], je otok v Beneški laguni v Jadranskem morju. Upravno spada pod italijansko deželo Benečija (pokrajina Benetke).
V 18. stoletju je Beneška republika zgradila na njem utrdbo, najjužnejšo od osmih v laguni, zato tudi ime Forte di Sotto, ki pomeni spodnja utrdba. O teh prvotnih zgradbah že davno ni več sledu, danes so vidne le še ruševine bunkerjev, ki so bili tu zgrajeni v drugi svetovni vojni. Ko je pozneje otok prišel v zasebno last, so bila vsa obrežja utrjena s ploščami iz istrskega kamna, kakor je bilo v navadi pod Beneško republiko.